# Equipament CNC
L'equipament de CNC és el conjunt d'elements que constitueix un dispositiu de control numèric, és a dir, dels diferents Components elèctrics els quals està constituït. Aquests equipaments de control numèric poden variar considerablement en funció del fabricant, però la classificació més habitual a realitzar en aquest tipus de dispositius consten d'un Monitor d'ordinador per a visualitzar les operacions a realitzar, comandaments per a controlar la màquina i els controls per a la programació essent aquests l'algoritme a seguir per a la seqüència d'operacions.

## Monitor
El monitor inclou una pantalla CRT o un panell de text així com un conjunt de dials analògics o digitals, alarmes i indicadors.

## Comandaments per al control màquina
Els comandaments per al control màquina permeten el govern manual o directe de la MHCN en activitats anàlogues a les executades amb una convencional mitjançant manetes, interruptors, etc. Aquests controls poden ser emprats de forma alternativa durant les operacions programades per modificar puntualment el procés.

## Controls per a la programació
Els controls per a la programació generalment es presenten com teclats per a l'edició textual de programes i dades emmagatzemades. Presenten caràcters alfabètics, números i icones o símbols de les funcions que executen.
Per garantir el funcionament correcte de la MHCN i l'acceptació de les instruccions per l'ordinador, el tauler de control presenta un commutador de la manera d'operació. Els modes d'operació possibles són:
- Programació
- Modificació dades eina
- Govern manual
- Funcionament automàtic

La selecció dels modes es porta a terme mitjançant un dial rotatiu o amb una botonera sent senzill el canvi d'un a altre. Quan una manera està activat generalment es constata per un senyal lluminós al panell o per un missatge d'avís a la pantalla.
La pantalla de dades i els indicadors d'un sistema de control numèric per ordinador poden exercir les següents funcions:
- Programació: Mostren el text dels programes CN (actuant com un editor senzill) i el llistat de noms d'aquells que estan emmagatzemats en la memòria de l'ordinador.
- Eines: Presenten la configuració (dimensions i correctors) d'un conjunt d'eines emmagatzemades en memòria. En alguns casos pot aparèixer també el temps d'ús romanent (vida esperada).
- Dades màquina: Mostren alguns paràmetres essencials com, la velocitat màxima del capçal i dels avenços.
- Mecanitzat: És habitual presentar de forma contínua les coordenades de la posició actual de l'eina activa i les dades cinemàtiques en ús (velocitat de gir i avanços) així com altres variables d'estatus.
- Funcions auxiliars: Com per exemple la representació gràfica de la peça i de les operacions de mecanitzat i eines.

## Funcions operatives d'una màquina
Els comandaments de control màquina inicien o detenen activitats bàsiques de la MHCN.
En moltes ocasions es tracta d'interruptors ON / OFF associats a funcions individuals (tot / res) com per exemple: "activar / tallar refrigerant" o "arrencar / parar capçal".
Hi ha diversos comandaments per desplaçar i controlar l'avanç dels eixos bàsics de la MHCN de forma directa: Botoneres, "joystick" i ruletes / dials.
Se sol incorporar un botó per a cada sentit d'avanç, indicant la designació normalitzada de l'eix (amb el seu signe).
El joystick exerceix la mateixa tasca que els botons sent, potser, més ergonòmic.
La ruletes (o dials analògics) s'empren en el cas que el desplaçament (+ o -) de l'eix pugui ser referit a un moviment rotatiu. La ruleta sol estar graduada de forma simètrica i el seu sentit de gir (horari o antihorari) produeix efecte anàleg en la rotació de l'eix corresponent.
Per poder modificar els valors programats d'avenços i girs molts panells incorporen un dial de variació percentual d'aquests paràmetres.
Amb aquest sistema es pot modificar l'avanç o la velocitat de gir del capçal durant el mecanitzat en curs, indicant el percentatge desitjat respecte al valor programat (el 100% manté el valor programat, mentre que un 50% ho reduiria a la meitat).
Els operadors utilitzen aquest comandament per reduir els paràmetres cinemàtics de la MHCN durant la fabricació de la primera peça del lot i verificar la correcta marxa de les operacions de mecanitzat.

## El teclat de programació
A la botonera que controla les funcions de programació es pot distingir entre les tecles emprades per a la transcripció de les dades d'entrada (caràcters) i aquelles que inicien qualsevol ordre de l'ordinador (com la tecla <ENTER> o <ENTRAR>).
Per a l'escriptura de dades, els panells de control incorporen un joc de caràcters reduït compost per les lletres (majúscules) amb significat en la programació CN (G, M, F…), nombres i operadors matemàtics elementals (+, -, /,.). Amb aquest joc tipogràfic es pot redactar el text del programa CN caràcter a caràcter.
Alguns panells incorporen tecles amb les funcions de programació més importants o usuals de forma explícita, el que redueix o s'abreuja l'escriptura del programa. Aquestes funcions apareixen designades de forma directa amb el seu text sobre la tecla o amb icona que la descriu (tal és el cas dels desplaçaments).
Les tecles d'ordres de l'ordinador s'utilitzen per a l'execució de tasques com la correcció, emmagatzematge, llistat i arrencada dels programes CN així com per a la seva emissió cap als perifèrics externs.